# Slaget ved Farsalos
Slaget ved Farsalos, også omtalt som Slaget ved Pharsalus, var det afgørende slag i Cæsars borgerkrig, der blev udkæmpet den 9. august 48. f.Kr. nær Farsalos i det centrale Grækenland. På den ene side stod Julius Cæsar og hans allierede (kaldet cæsarianere), mens Pompejus Magnus og sine allierede (kaldet pompeianere) stod på den anden side. Pompejus havde opbakning fra størstedelen af det romerske Senat, og hans hær overgik markant de garvede cæsariske legioner i antal.
Presset af sine officerer blev Pompejus modvilligt tvunget til at indlede slaget. Han led et knusende nederlag og flygtede i sidste ende fra lejren og sine mænd forklædt som en almindelig borger. Han nåede frem til Ægypten, men blev ved ankomsten myrdet på ordre af Ptolemaios XIII.

## Optakt
Efter borgerkrigen brød ud, havde Cæsar indtaget Rom, og tvunget Pompejus og hans allierede til at trække sig ud af Italien og besejret Pompejus' legater i Hispania. I 48 f.Kr. krydsede Cæsar Adriaterhavet og rykkede frem til Dyrrachium. Her belejrede han byen, men led dog et nederlag.
Cæsar trak sig derefter østpå mod Thessalien, dels for at undsætte en af hans legater, der var under angreb fra Metellus Scipios styrker, der ankom fra Syrien. Han belejrede herefter Gomphi, efter byen havde gjort modstand mod ham. Pompejus forfulgte ham for at skåne Italien for invasion ved at afslutte krigen på græsk jord. Han ønskede også at forhindre, at Cæsar besejrede Metellus Scipios hær, der var på vej fra Syrien, og han var under pres fra sine overmodige allierede, der beskyldte ham for at forlænge krigen for at forlænge hans kommando.

## Dato
Det afgørende slag fandt sted den 9. august 48. f.Kr. i henhold til den republikanske kalender.

## Lokation
Placeringen af slagmarken ved Farsalos var i lang tid genstand for debat blandt forskere. Cæsar selv nævner i sin Commentarii de Bello Civili få stednavne; og selvom slaget er opkaldt efter Farsalos af moderne forskere, og fire forfattere fra antikken placerer det specifikke sted ved Palae pharsalus ("Gamle" Pharsalus): forfatteren af Bellum Alexandrinum (48.1), Frontinus (Strategemata 2.3.22), Eutropius (20) og Orosius (6.15.27). Strabon nævner i sin Geographica (Γεωγραφικά) både gamle og nye Pharsaloi (Farsalos) og bemærker, at Thetideion – templet til Thetis syd for Scotoussa – var nær begge. I 198 f.Kr., i den Anden Makedonske Krig, plyndrede Filip V af Makedonien Palaepharsalos (Livius, Ab Urbe Condita 32.13.9), men lod det nye Farsalos stå uberørt. Disse to detaljer antyder måske, at de to byer ikke lå tæt på hinanden. Mange forskere, der derfor var usikre på stedet for Palaepharsalos, fulgte Appian (2.75) og lokaliserede slaget i 48 f.Kr. syd for Enipeus eller tæt på Pharsalos (nutidens Farsalos). Blandt de forskere, der argumenterer for sydsiden, er Béquignon (1928), Bruère (1951) og Gwatkin (1957).
Et stigende antal forskere har dog argumenteret for en placering på flodens nordside. Disse omfatter Perrin (1885), Holmes (1908), Lucas (1921), Rambaud (1955), Pelling (1973), Morgan (1983) og Sheppard (2006). John D. Morgan i hans "Palae-pharsalus – Slaget og byen", viser, at Palaepharsalus hverken kan have ligget ved Palaiokastro (som Béquignon troede, men var et sted forladt ca. 500 f.Kr.), og heller ikke Fatih-Dzami-højen inden for Pharsalus' mure (som Kromayer (1903, 1931) og Gwatkin mente). Morgan argumenterede endvidere for, at Khtouri-højen (Koutouri) – cirka 11 kilometer nordvest for Pharsalos på Enipeus' sydlige bred –  sandsynligvis heller ikke er placeringen, selvom den stadigvæk betragtes som en mulighed (som Lucas og Holmes mente). Morgan peger i stedet på højden lige øst for landsbyen Krini (Krini Larisas, tidligere Driskoli), som ligger meget tæt på den gamle hovedvej fra Larisa til Pharsalus. Denne placering ligger cirka 9,7 kilometer nord for Pharsalus og 4,8 kilometer nord for floden Enipeus. Området rummer ikke kun fortidslevn tilbage til neolitisk tid, men også tegn på beboelse i det 1. århundrede f.Kr. og senere.
En interessant sidebemærkning om Palaepharsalus er, at det i nogle antikke kilder blev identificeret med Phthia – Achilleus' hjem. I nærheden af Gamle og Nye Pharsalus var et "Thetideion" eller tempel dedikeret til Thetis – Akilleus' mor. Det skal dog bemærkes, at Phthia, Achilleus' og hans far Peleus' rige, oftere bliver identificeret med den nedre dal af Spercheios-floden – meget længere mod syd.

## Slagets navn
Selvom slaget ofte omtales som Slaget ved Farsalos (eller Slaget ved Pharsalus) af moderne historikere, blev dette navn sjældent brugt i kilder fra antikken. Cæsar omtalte blot slaget som proelium i Thessaliā ("slaget i Thessalia"); Marcus Tullius Cicero og Hirtius omtalte det som Pharsālicum proelium ("Pharsalic-slaget") eller pugna Pharsālia ("Pharsalisk kamp"), og lignende udtryk bruges også hos andre forfattere. Men Hirtius (hvis han er forfatteren til de Bello Alexandrino) henviser også til slaget som værende udkæmpet ved Palaepharsalus. Dette navn forekommer også i Strabon, Frontinus, Eutropius og Orosius. Lucan, i sit digt om borgerkrigen, bruger konsekvent navnet Pharsālia, og dette udtryk anvendes også af  Livius og af Tacitus. De eneste kilder fra antikken, der refererer til slaget som værende ved Pharsalus, er en kalender kendt som <i>Fasti Amiternini</i> og de græske forfattere Plutarch, Appian og Polyaenus. Nogle forskere argumenterer derfor for, at "Pharsalia" ville være et mere præcist navn for slaget end Pharsalus.

## Slaget
I henhold til Cæsar var der en betydelig afstand mellem de to hære. Pompejus gav ordre til, at hans mænd skulle holde positionen og ikke angribe, men i stedet vente på, at Cæsars legioner kom helt tæt på. Pompejus' rådgiver, Gajus Triarius, mente, at Cæsars infanteri ville blive udmattet og falde i uorden, hvis de blev tvunget til at tilbagelægge dobbelt så lang afstand som en normal march til ét slag. Man forventede desuden, at stationære tropper ville være bedre i stand til at forsvare sig mod pilakast. Da Cæsar så, at Pompejus hær ikke rykkede frem, indledte hans infanteri under ledelse af Marcus Antonius og Gnæus Domitius Calvinus angrebet. Da Cæsars mænd nærmede sig kasteafstand, stoppede de for at hvile og omgruppere sig uden først at have fået ordre på det, før de fortsatte angrebet. Højre- og centrumlinjerne i Pompejus' hær holdt stand, da de to hære stødte sammen
Under kampene beordrede Labienus – der var Pompejus' næstkommanderende – et kavaleriangreb på Cæsars venstre flanke. Som forventet pressede Pompejus' kavaleri Cæsars ryttere tilbage. Men Cæsar havde gemt et fjerde infanterilinje bagved, som han nu afslørede.  Hans soldater fik besked på at springe op og stikke med deres pila i stedet for at kaste dem.  Dette overraskede Pompejus' kavaleri, der led store tab og flygtede i panik. Da de ikke kunne reorganisere sig, trak resten af Pompejus' kavaleri sig op i bakkerne, hvilket efterlod venstre flanke af hans legioner blottet. Cæsar udnyttede situationen og beordrede sin tredje linje – bestående af hans mest hårdføre veteraner – til at angribe. Dette knækkede Pompejus' venstre flanke, der flygtede fra slagmarken.
Efter at have nedkæmpet Pompejus' kavaleri, kastede Caesar sine sidste reserver ind i kampen. Dette træk understregede, at slaget på dette tidspunkt reelt set var afgjort. Pompejus mistede modet, da han så både sit kavaleri og sine legioner bryde formation og flygte fra slagmarken. Han trak sig tilbage til sin lejr og overlod resten af sine tropper i centrum og på den højre flanke til deres egen skæbne. Han beordrede de garnisonerede hjælpetropper (auxilia) til at forsvare lejren, mens han selv samlede sin familie, lastede guld og kastede sin generalens kappe for at flygte hurtigt. Da resten af Pompejus' hær stod tilbage i forvirring, opfordrede Cæsar sine mænd til at afslutte dagen ved at nedkæmpe resten af Pompejus' tropper og indtage lejren. De fulgte hans ordrer. Efter at have nedkæmpet resterne af Pompejus' mænd, angreb de rasende lejrens mure. Thrakerne og de andre hjælpetropper, der var blevet tilbage i Pompejus' lejr (i alt syv kohorter), forsvarede sig tappert, men de kunne ikke modstå angrebet.
Cæsar havde vundet sin største sejr. Han påstod selv kun at have mistet omkring 200 soldater og 30 centurioner, mens han anslog fjendens tab til hele 60.000 mand. Disse tal virker usandsynlige, og Appian antyder, at Cæsars tab snarere lå omkring 1.200 mænd, mens Pompejus mistede 6.000. I sin beretning om borgerkrigen roser Cæsar sine egne soldaters disciplin og erfaring og hævder at kunne huske alle sine centurioner ved navn. Han sætter også spørgsmålstegn ved Pompejus' beslutning om ikke at angribe.

## Efterspil
Da nederlaget stod klart, flygtede Pompejus med sine rådgivere over havet til Mytilene og derefter videre til Kilikien, hvor de holdt krigsråd. På samme tid forsøgte Cato og hans tilhængere i Dyrrachium først at overdrage kommandoen til Marcus Tullius Cicero, men han afslog og besluttede sig for at vende tilbage til Italien. De samlede sig derefter i Korfu og rejste derfra videre til Libyen. Andre – herunder Marcus Junius Brutus – søgte en benådning fra Cæsar. Han rejste gennem marskland til Larissa, hvor Cæsars modtog ham venligt i hans lejr. Pompejus' krigsråd besluttede sig for at flygte til Egypten, som året forinden havde forsynet ham med militær støtte.
I kølvandet på slaget indtog Cæsar Pompejus' lejr og brændte Pompejus' korrespondance. Han annoncerede derefter, at han ville tilgive alle, der bad om nåde. Pompejus' flåde i Adriaterhavet og Italien trak sig for det meste tilbage eller overgav sig.
Efter at have hørt om Pompejus' flugt til Ægypten, fortsatte Cæsar sin forfølgelse.  Han landede først i Asien og nåede Alexandria den 2. oktober 48 f.Kr. Her modtog han nyheden om Pompejus' mord og blev derefter involveret i en dynastisk strid mellem Ptolemaios XIII og Kleopatra.

## Betydning
Paul K. Davis skrev, at "Cæsars sejr førte ham til magtens tinde og afsluttede reelt set republikken." Slaget i sig selv afsluttede ikke borgerkrigen, men det var afgørende og gav Cæsar et hårdt tiltrængt løft i legitimitet. Indtil da havde store dele af den romerske verden uden for Italien støttet Pompejus og hans allierede på grund af hans omfattende netværk af klienter i alle hjørner af republikken. Efter Pompejus' nederlag begyndte tidligere allierede at slutte sig til Cæsar, da nogle kom til at tro, at gudernes gunst hvilede over ham, mens det for andre handlede om simpel selvopholdelse. Antikkens romere lagde stor vægt på succes som et tegn på gudernes favorisering. Dette gælder især succes i lyset af næsten sikker nederlag – sådan som Cæsar oplevede ved Farsalos. Dette gjorde det muligt for Cæsar at omsætte denne ene sejr til et enormt netværk af villige klienter, der kunne hjælpe ham med at befæste sin magt og tvinge optimaterne i eksil, hvor de jagtede allierede til at fortsætte kampen mod Cæsar.